# Stazione di Kumamoto
La stazione di Kumamoto (熊本駅?, Kumamoto-eki) è una stazione ferroviaria di Kumamoto servita anche dalla linea ad alta velocità del Kyūshū Shinkansen. Di fronte alla stazione si trova la fermata del tram, chiamata Kumamoto-ekimae (熊本駅前?).

## Linee

### Treni
- JR Kyushu
  - Kyūshū Shinkansen
  - Linea principale Kagoshima
  - Linea principale Hōhi